# Ульянов, Николай Павлович
Николай Павлович Улья́нов (1875—1949) — русский и советский живописец, график, художник театра. Педагог. Автор мемуаров, эссе. Заслуженный деятель искусств РСФСР (1932). Лауреат Сталинской премии третьей степени (1948).

## Биография
Родился 19 апреля (1 мая) 1875 год в Ельце (ныне Липецкая область) в семье уездного фельдшера. В 1887 году окончил елецкую церковно-приходскую школу. Учился в иконописной мастерской на Первой Мещанской улице (1888), МУЖВЗ (1889—1901) и в мастерской В. А. Серова (1899—1902).
В 1901—1903 годах выполнял обязанности помощника в мастерской В. А. Серова и К. А. Коровина. Преподавал в Мясницком казённом училище (с 1901), в школе художницы Е. Н. Званцевой (1901—1906), в собственных Классах живописи и рисования для начинающих (1901—1907), в Строгановском училище (1915—1918), в Первых государственных свободных художественных мастерских (1919—1920), во ВХУТЕМАС (1920—1921), в Пречистенском практическом институте (1919—1921), в школе для одарённых детей в Больших Вяземах под Москвой (1920—1921), в МГХИ (с 1943 года).
Член Московского товарищества художников (1902—1912), «Союза русских художников» (1911—1923), объединений: «Мир искусства» (1913—1920), «Четыре искусства»,  «Жар-цвет» (1925).
Преподавал в частных школах Е. Н. Званцевой и А. А. Хотяинцевой (1901—1907). В 1942—1943 годах преподавал в Московском художественном институте им. В. И. Сурикова, находящемся в эвакуации (Самарканд).  В 1943—1945 годах руководил портретным отделением Московского художественного института (РГАЛИ, ф. 2022, оп. 1, ед. хр. 24). Член-корреспондент АХ СССР (1949).
В 1907 году экспонировал работы на выставке «Венос» («Стефанос»). В 1908 году принял участие в портретной выставке в Таврическом дворце (Петербург). В 1908—1910 годах участвовал в трёх выставках «Золотое руно». В 1911 году участвовал во Всемирной выставке в Риме. Персональные выставки: Дрезден (1905), Москва (1926, 1929, 1951, 1961, 1965, 1975), Ленинград (1978).
Умер 5 мая 1949 года. Похоронен на Введенском кладбище (23 уч.).
1-й брак — Анна Семеновна Глаголева (Ульянова; 12 (24) февраля 1873 (Крапивня Тульской губернии) — 3 октября 1943 (Самарканд), живописец, график. 
2-й брак (с 1945) — Вера Евгеньевна Лунина (1890—1967), художница по костюму, заведующая пошивочной мастерской Оперного театра им. К.С.Станиславского и В.И.Немировича-Данченко.
Вера Евгеньевна похоронена на Введенском кладбище; также на Введенском кладбище захоронен прах Анны Семёновны Глаголевой-Ульяновой, умершей в эвакуации в Самарканде.

## Творчество

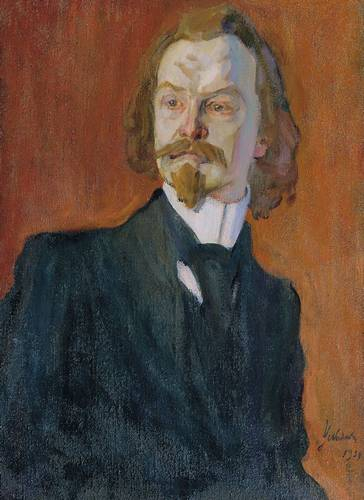
Н. П. Ульянов. Портрет К. Д. Бальмонта. 1909 год.

Ульянов был замечательным живописцем, написавшим запоминающиеся портреты известных деятелей литературы и искусства: «Н. Н. Ге за работой», 1895, Государственная Третьяковская галерея; «А. П. Чехов», 1904, Государственный Литературный музей, Москва; «О. Л. Книппер-Чехова в роли Раневской („Вишнёвый сад“)», 1907, Музей МХАТ; «К. Д. Бальмонт», 1909, Государственная Третьяковская галерея; «В. И. Иванов» 1920, Государственный Русский музей; «М. Ю. Лермонтов», 1941, Государственный Литературный музей (вариант — Музей М. Ю. Лермонтова в Пятигорске); «К. С. Станиславский за работой», 1947, Государственная Третьяковская галерея.
Иллюстрировал книги: «Алладин и волшебная лампа», 1914.
Николай Ульянов оставил целый ряд воспоминаний о крупных деятелях русской культуры. Ряд из них частично или полностью опубликованы. В двух из них («Ге среди молодёжи» и «Мои встречи») мемуарист подробно о восприятии зрительской аудиторией последнего полотна Николая Ге «Распятие» 1894 года, на публичное экспонирование которого был наложен личный запрет императора Александра III. Была организована продолжительная беседа Николая Ге с молодыми художниками, на которой присутствовал и которую записал Ульянов.

### Картины
- «А. С. Глаголева» (1911)
- «Парижская витрина» (1909—1911)
- «Кафе» (1917; ГТГ)
- «Автопортрет с парикмахером» (1919; ГТГ)
- «А. С. Голубкина» (1937, уголь; ГТГ)
- «А. С. Пушкин с женой на придворном балу» (1937; ИРЛИ)
- «Лористон в ставке Кутузова»[20] (1945; Государственная Третьяковская галерея). Писатель Валентин Пикуль в «Генерале на белом коне» так охарактеризовал полотно художника: «…картину — „Лористон в ставке Кутузова“ — наш замечательный мастер живописи Н. П. Ульянов создал в тяжкие годы Великой Отечественной войны, когда враги вновь встревожили историческую тишину Бородинского поля. Его картина „Лористон в ставке Кутузова“ служила грозным предупреждением захватчикам, которых в конечном счёте ожидал такой же карающий позор и такое же беспощадное унижение, какие выпали на долю зарвавшегося Наполеона и его надменных приспешников...Очень хотелось мне сказать больше того, что я сказал. Но я, кажется, сказал самое главное, и этого пока достаточно.»[21] Ульянов приступил к работе над картиной в 1944 году. Для Кутузова художнику позировал народный артист СССР Михаил Михайлович Тарханов, для Лористона — артист и режиссёр Театра им. К. С. Станиславского Павел Иванович Румянцев.[22]
- Серия «Пушкин в жизни» (1930-е годы): «Пушкин в садах Лицея» (1935), «Пушкин в рабочем кабинете» (1936), «Пушкин с женой перед  зеркалом на придворном балу» (1936), «Пушкин в Михайловском» (1949) и др.

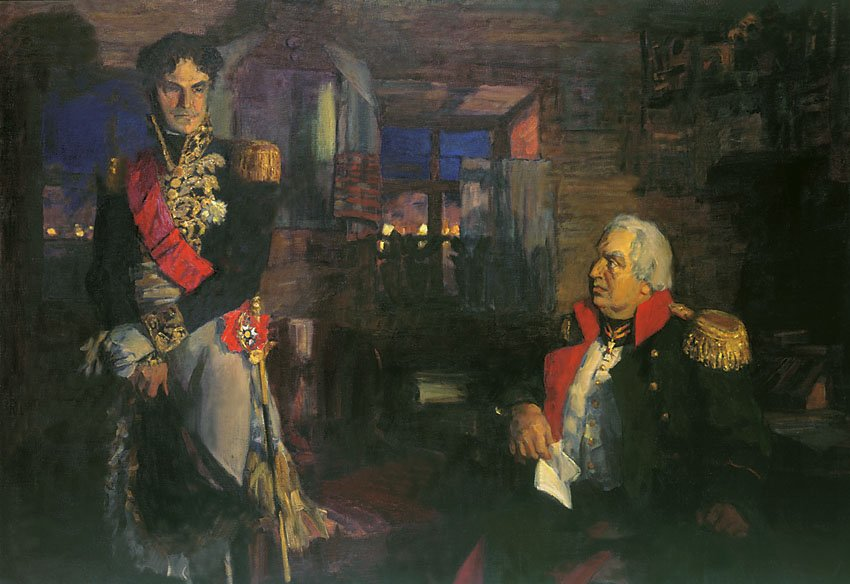
Картина "Лористон в ставке Кутузова"

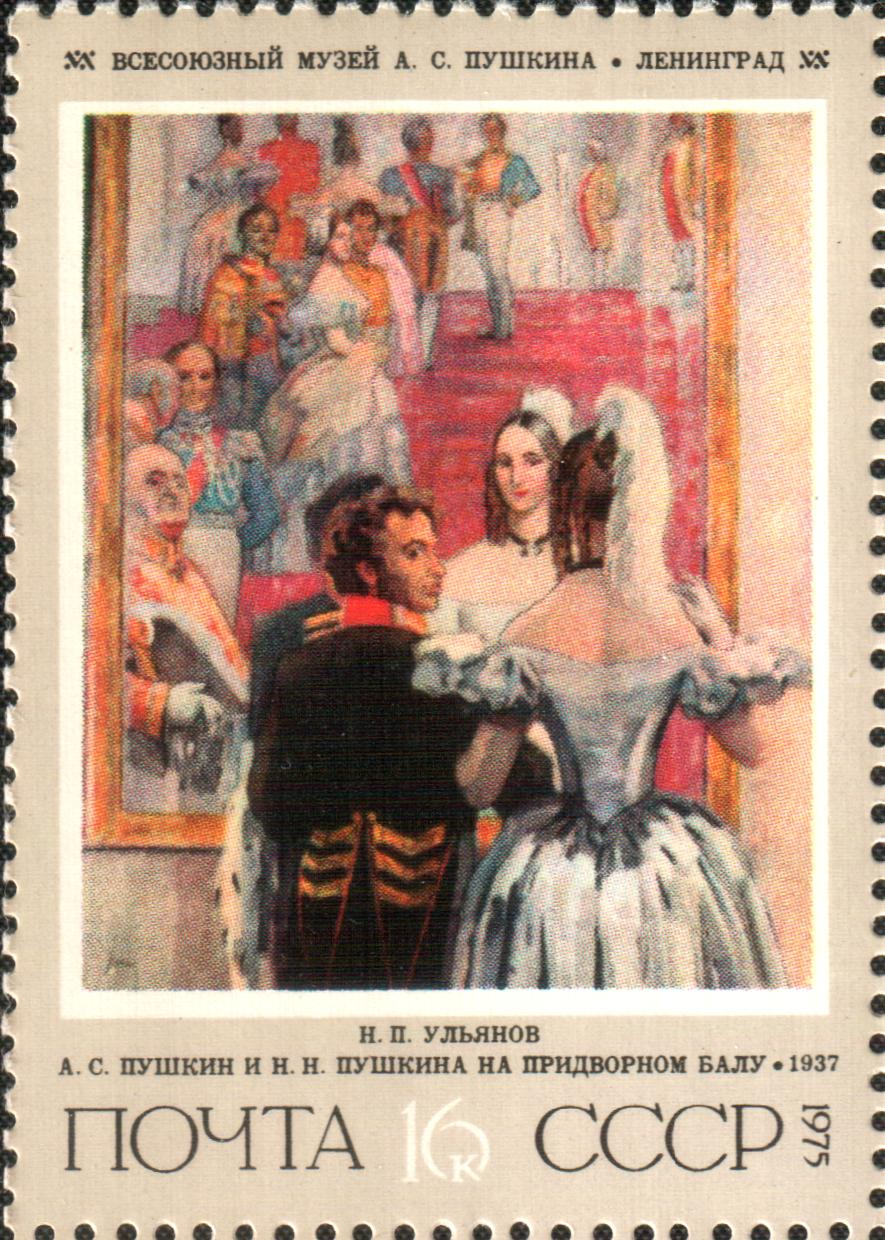
Картина "Пушкин с женой на балу"

Произведения художника выставлены: в Государственной Третьяковской галерее, картина «Вторжение Пана» — в Радищевском музее (цикл: «Выставка одной картины»), в Государственном музее искусств Каракалпакской АССР им. И. В. Савицкого (11 работ), в коллекции Художественного музея Алтайского края («Портрет девушки», 1900—1993), в Феодосийской картинной галерее им. И. К. Айвазовского («Портрет К.Ф. Богаевского», 1912)

### Театральные работы
Театр-студия В. Э. Мейерхольда
- Декорации к спектаклю «Шлюк и Яу» Герхарта Гауптмана (1905—1906), постановка не осуществлена. (Музей МХАТ, КС, № 14583)

МХТ
- «Драма жизни» К. Гамсуна (1907)
- «Дни Турбиных» М. А. Булгакова (1925—1926)
- «Горе уму» по А. С. Грибоедову (1928)
- «Кабала святош (Мольер)» М. А. Булгакова (1933—1936)

Малый театр
- «Проделки Скапена» Ж.-Б. Мольера (1918)

Оперный театр имени К. С. Станиславского
- «Кармен» Ж. Бизе (1935)

## Награды и премии
- Сталинская премия третьей степени (1948) — за картину «К. С. Станиславский за работой» (1947)[28]
- Заслуженный деятель искусств РСФСР (1932)
- орден Трудового Красного Знамени (09.06.1945)

## Известные ученики
- Виктор Дени
- Яков Ромас
- Клавдия Тутеволь

## Сочинения
- Воспоминания о Серове. — М.; Л.: Искусство, 1945. — 80 с.: ил.
- Люди эпохи сумерек. Серия: «Символы времени». — М.: Аграф, 2004. — 560 с. — ISBN 5-7784-0288-0
- Мои встречи и воспоминания. — М.: Изд-во Акад. художеств СССР, 1959. — 174 с.: ил.